# Dalälven

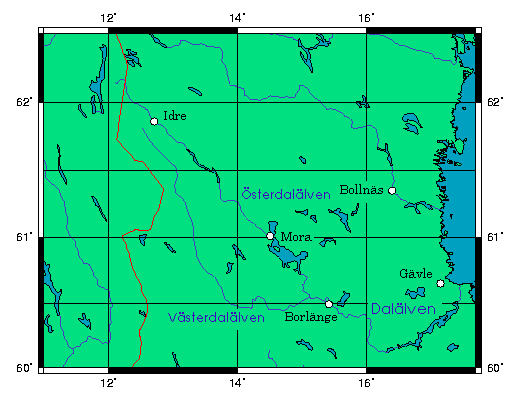
Ligging van Dalälven

De Dalälven is een rivier in het midden van Zweden die uitkomt in de Oostzee. De Dalälven wordt veelal beschouwd als de zuidelijke grens van Norrland. De bovenloop van de Dalälven bestaat uit twee rivieren: de Österdalälven en de Västerdalälven. Deze twee rivieren vloeien in Djurås in de gemeente Gagnef bij elkaar en vormen samen de Dalälven. Na Djurås komt het nog langs Borlänge en Avesta. Tot Avesta is de loop van de rivier steeds zuidoostwaarts bericht; vanaf dan stroomt de rivier noordoostwaarts en stroomt door allerlei meertjes. Uiteindelijk in de buurt van Gävle stroomt zij dan de Botnische Golf in.
Het stroomgebied van de Dalälven beslaat ongeveer 29.000 km² ofwel 6,5% van het oppervlak van Zweden. Het gemiddelde afvoerdebiet bij de monding is 353 m³/s. In de praktijk varieert het debiet tussen de 100 m³/s (zomer) en bijna 1000 m³/s (voorjaar).

## Österdalälven
De Österdalälven krijgt pas haar naam als het uit het Indresjön bij Idre (zie kaart) stroomt. De bovenloop van de Österdalälven wordt gevormd door bergriviertjes zoals Grövlan, Sörälven en Storän. Die hebben allen hun oorsprong in het gebergte dat de scheidslijn vormt tussen Noorwegen en Zweden. Langs de oevers is de Riksväg 70 aangelegd. In deze rivier ligt een van de langste dammen van Zweden (bij Trängslet). De rivier stroomt langs redelijk grote dorpen als Särna, Älvdalen en Mora, Leksand. Tussen de laatste 2 dorpen stroomt de rivier door het Siljan.

## Västerdalälven
De Västerdalälven vindt haar oorsprong ongeveer 70 km zuidelijker, ook in het grensgebied, bij gehucht Grundforsen. Eerst heet zij nog Ljoran (in de streek Västdalen). Een andere tak wordt gevormd door de Fulan. Bij het gehucht Fulunäs stromen deze samen en krijgen dan haar naam. De rivier dient ook als afwatering van een moerasgebied, dat tussen bovenstaande en deze rivier ligt. Pas na 90 km te hebben gestroomd komt het in een dorp van betekenis: Malung. Na Vansbro stroomt zij weer door bijna onbewoond gebied tot Borlänge.
Tussen beide rivieren ligt een uitgestrekt bos met moeras; er is nauwelijks bewoning.